# Chaker Alhadhur
Chaker Alhadhur, né le 4 décembre 1991 à Nantes (Loire-Atlantique), est un footballeur international comorien, évoluant au poste d'arrière latéral.

## Biographie

### En club

#### Formation à Nantes
Formé au FC Nantes, Chaker Alhadhur fait ses premiers pas chez les professionnels le 18 février 2011 face à Metz.
Le 2 juin 2011, il paraphe son premier contrat professionnel avec le FC Nantes pour trois saisons.
Le 2 décembre 2011, il est prêté à Bayonne en National pour trouver davantage de temps de jeu. Blessé à l'épaule, il ne joue qu'un match et retourne poursuivre sa convalescence au FC Nantes.
Il dispute son premier match en Ligue 1 le 22 septembre 2013 face à Lyon. Après deux saisons en Ligue 1, barré par Issa Cissokho à droite et par Olivier Veigneau à gauche puis par la suite par Vincent Bessat ou le jeune Léo Dubois, il n'arrive pas à s'imposer dans les couloirs nantais, ne disputant que 30 matchs de championnat. À un an de la fin de son contrat et n'entrant plus dans les plans de Michel Der Zakarian, il souhaite s'engager pour le SM Caen à l'été 2015. 

#### Départ à Caen
Le 15 juin 2015, son arrivée en Normandie est officialisée avec à la clef un contrat de quatre ans.

#### Prêt à Châteauroux et signature dans la foulée
En manque de temps de jeu au SM Caen, il est prêté une saison à Châteauroux. En fin de contrat avec le club normand, il s’engage définitivement avec le club castelroussin.

#### Nouveau défi en Corse
Le 12 octobre 2021, alors qu'il est libre de tout contrat, l'Athletic Club ajaccien annonce sa signature pour un contrat d'un an et demi. Il y pallie le départ de Matthieu Huard vers Brescia. Lors de la saison 2021-2022, il ne dispute que 3 minutes de jeu sous le maillot corse.

### En sélection
Le 5 mars 2014, il fête sa première sélection avec l'équipe nationale des Comores lors d'un match amical face au Burkina Faso à Martigues (1-1). 
Lors des huitièmes de finale de la CAN 2022, il officie au poste de gardien de but, l'équipe nationale des Comores n'ayant aucun gardien disponible pour disputer le match. Il réalise un match historique face au Cameroun, en effectuant notamment trois arrêts spectaculaires face à de grands attaquants de métier. Il met également au service de son équipe un altruisme et une vision du jeu rassurante, en sortant régulièrement de ses buts pour remplir le rôle de libéro. Il est félicité en fin de match par l'ensemble du groupe adverse, y compris par le staff technique camerounais.

## Statistiques
| Saison                | Club                    | Championnat           | Championnat | Championnat | Coupe(s) nationale(s) | Coupe(s) nationale(s) | Comores | Comores | Total | Total |
| Saison                | Club                    | Division              | M.          | B.          | M.                    | B.                    | M.      | B.      | M.    | B.    |
| 2010-2011             | FC Nantes               | Ligue 2               | 1           | 0           | -                     | -                     | -       | -       | 1     | 0     |
| 2011-2012             | FC Nantes               | Ligue 2               | 2           | 0           | 1                     | 0                     | -       | -       | 3     | 0     |
| 2012-2013             | FC Nantes               | Ligue 2               | 5           | 0           | 4                     | 0                     | -       | -       | 9     | 0     |
| 2013-2014             | FC Nantes               | Ligue 1               | 15          | 0           | 2                     | 0                     | 3       | 0       | 20    | 0     |
| 2014-2015             | FC Nantes               | Ligue 1               | 15          | 0           | 4                     | 0                     | 1       | 0       | 20    | 0     |
| Sous-total            | Sous-total              | Sous-total            | 38          | 0           | 11                    | 0                     | 4       | 0       | 53    | 0     |
| 2011-2012             | Aviron bayonnais (prêt) | National              | 1           | 0           | -                     | -                     | -       | -       | 1     | 0     |
| 2015-2016             | SM Caen                 | Ligue 1               | 10          | 0           | 1                     | 0                     | 5       | 0       | 16    | 0     |
| 2016-2017             | SM Caen                 | Ligue 1               | -           | -           | -                     | -                     | 6       | 1       | 6     | 1     |
| Sous-total            | Sous-total              | Sous-total            | 10          | 0           | 1                     | 0                     | 11      | 1       | 22    | 1     |
| 2017-2018             | LB Châteauroux (prêt)   | Ligue 2               | 32          | 2           | 2                     | 0                     | 3       | 0       | 37    | 2     |
| 2018-2019             | LB Châteauroux          | Ligue 2               | 19          | 1           | 1                     | 0                     | 5       | 0       | 25    | 1     |
| 2019-2020             | LB Châteauroux          | Ligue 2               | 21          | 1           | 1                     | 0                     | 5       | 0       | 27    | 1     |
| 2020-2021             | LB Châteauroux          | Ligue 2               | 8           | 0           | -                     | -                     | 1       | 0       | 9     | 0     |
| Sous-total            | Sous-total              | Sous-total            | 80          | 4           | 4                     | 0                     | 14      | 0       | 98    | 4     |
| 2021-2022             | AC Ajaccio              | Ligue 2               | 1           | 0           | -                     | -                     | 4       | 0       | 5     | 0     |
| Total sur la carrière | Total sur la carrière   | Total sur la carrière | 130         | 4           | 16                    | 0                     | 33      | 1       | 179   | 5     |